# Espadaña (revista)
Espadaña (maig de 1944-1951) fou una revista de poesia de la ciutat de Lleó, fundada per Antonio Gómez de Lama, Eugenio García de Nora i Victoriano Crémer i que publicava l'obra de poetes oposats al règim franquista i que mantingué una línia editorial de compromís polític i social.
Aquesta revista va aparèixer en oposició a la seva rival Garcilaso. Juventud creadora (1943-1946) on apareixia una poesia classicista, garcilacista i ideològicament propera al franquisme. Espadaña feia de vehicle a una poesia de to desarrelat i unida al tremendisme. Les dues revistes representaven ambdues corrents poètiques principals de la postguerra espanyola. El to subversiu i oposat al garcilacisme d'Espadaña inspiraria la creació de revistes com Corcel, Intimidad Poética o Entregas de Poesía.
Més endavant esdevindria una publicació de crítica a més de poesia. Hi aparegueren obres d'autors com César Vallejo, Pablo Neruda, Miguel Hernández Gilabert, Antonio Pereira, José Hierro o Blas de Otero.